# Marie-André Poniatowski
Le prince Marie-André Poniatowski, né à Paris le 15 juin 1921 et tombé à Anna Jacobapolder ou Sint Philipsland le 22 janvier 1945, est un sous-lieutenant de la 1re division de blindés polonaise du Général Maczek lors de la Seconde Guerre mondiale.

## Biographie

### Origines
Fils du prince André John Willard Poniatowski (1899-1977) et de Frances Lawrance (1901-1989), il est le frère du prince François Poniatowski  (1922-2008) et de la princesse Constance Poniatowski (1925-2007), épouse du comte Ghislain de Louvencourt (1930-1991).

### Seconde Guerre mondiale
Le Prince Marie-André Poniatowski est engagé volontaire dans la division blindée du Général Maczek lors de la Seconde Guerre mondiale. Il refuse qu'on l'appelle « Mon Prince », ne souhaitant aucun traitement de faveur. Il dort dans les mêmes conditions que les autres soldats et mange les mêmes rations. Alors qu'il officie en tant que commandant de char, il trouve la mort aux Pays-Bas. Il est  tué par l'ennemi d'une balle de pistolet lors d'un combat confus, alors qu'il se trouve dans la tourelle de son tank. Sylwester Bardzinski, son camarade et chauffeur du char que le prince commandait, parle de son ami dans le documentaire de Bart Verstokt Sylwester.

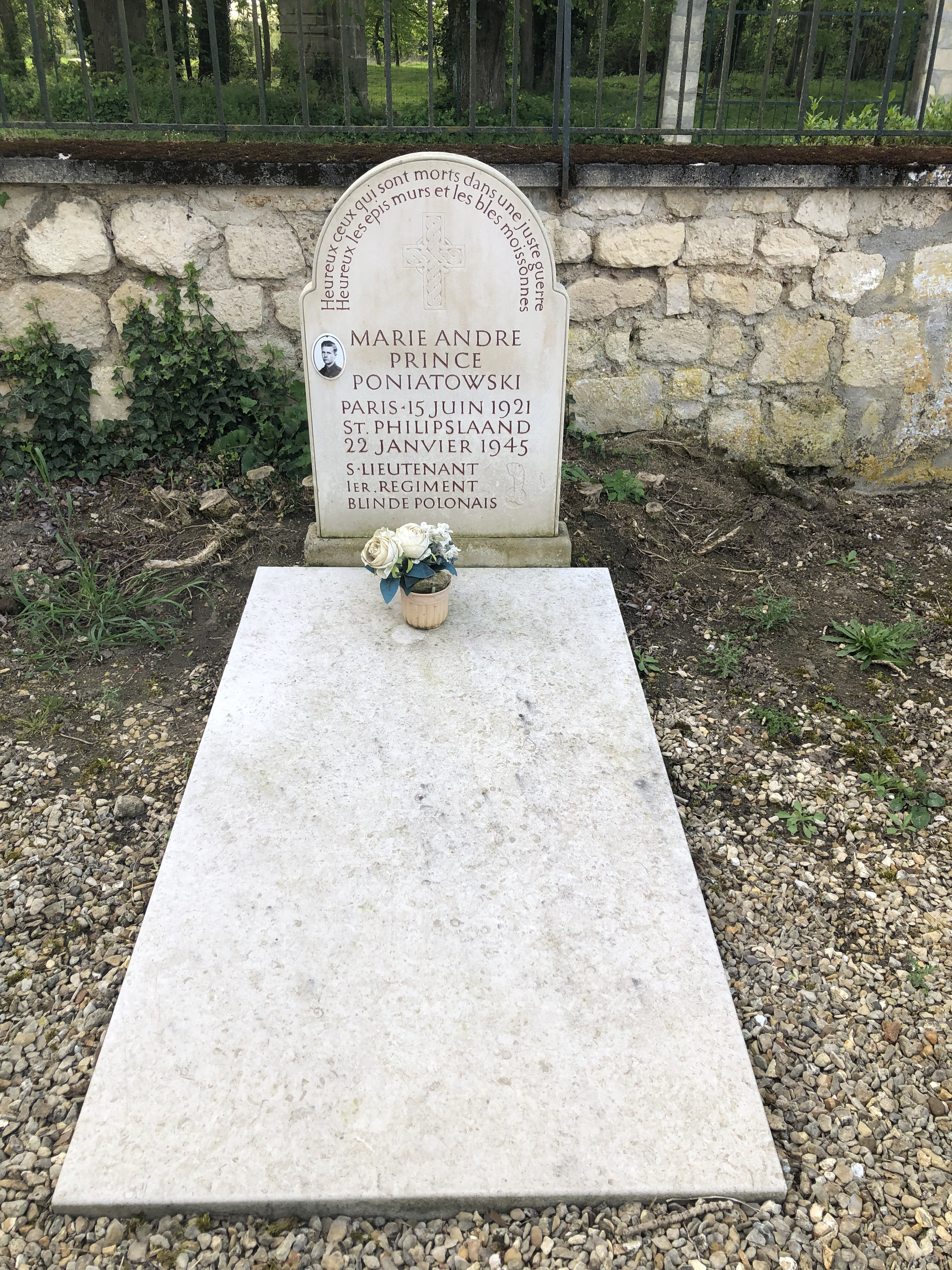
Tombe au cimetière de Mont-Notre-Dame.

Le Prince Poniatowski repose avec son frère, sa sœur et leurs parents au cimetière du village de Mont-Notre-Dame (Aisne) accolé à l'église Sainte-Marie-Madeleine.

## Sources
- Zbigniew Mieczkowski, The Soldiers of General Maczek. (ISBN PL 83-914145-8-2)
- M. Braet en F. Gelaude, 1ste Poolse Pantserdivisie van generaal Maczek - Gesneuvelden bij bevrijding 1944-1945 van Abele tot Zondereigen, Tielt, 2014, blz. 93-94 en 120-121
- Mémorial 1939-1945: l'engagement des membres de la noblesse et de leurs alliés, Ehret, 2001